# Lyon County (Kansas)
Lyon County is een county in de Amerikaanse staat Kansas.
De county heeft een landoppervlakte van 2.204 km² en telt 35.935 inwoners (volkstelling 2000). De hoofdplaats is Emporia.

## Bevolkingsontwikkeling

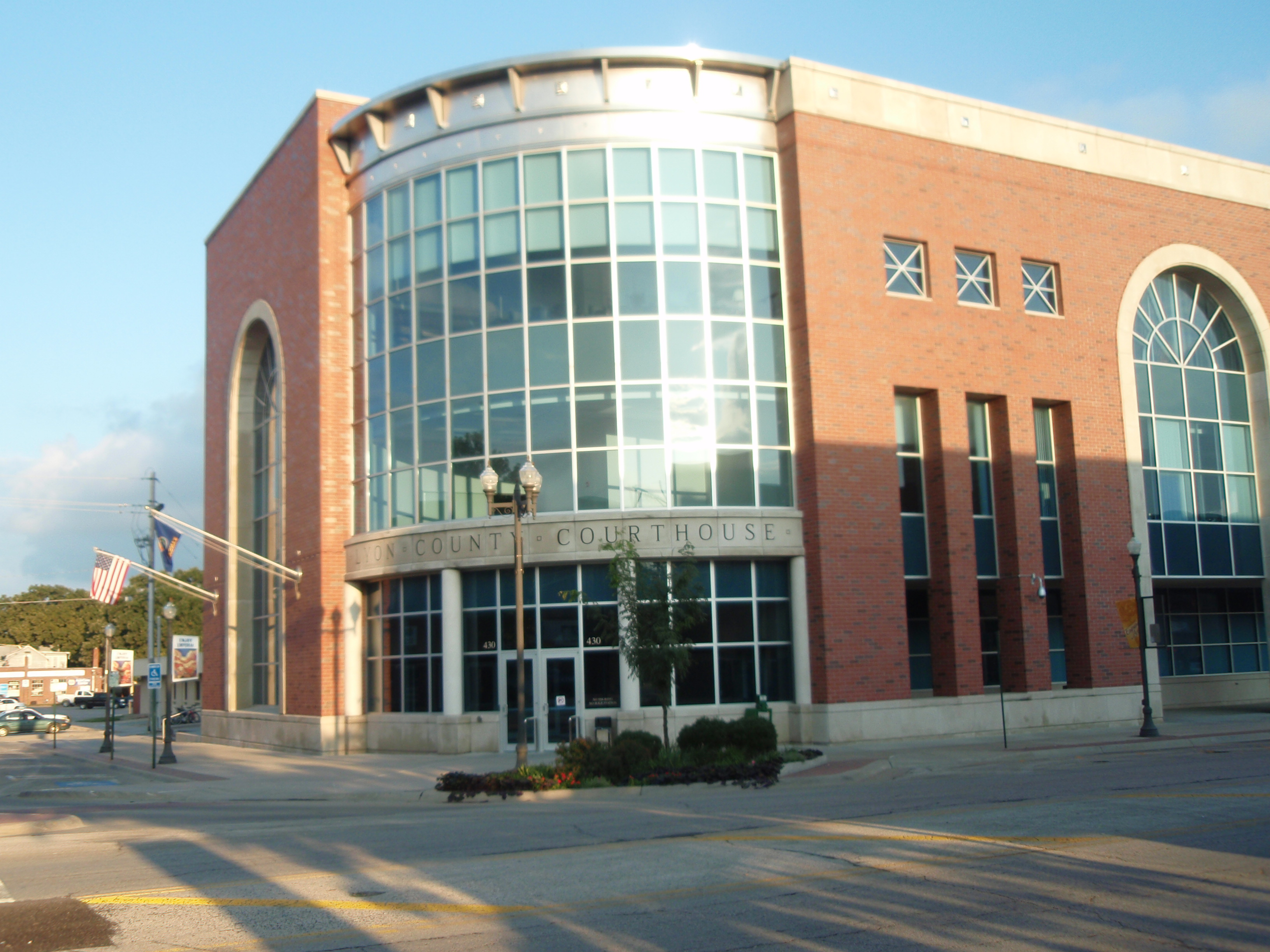
Lyon County Courthouse